# Michael Wolfson
Michael Wolfson (geboren 1955 in New York; gestorben Januar oder Februar 2022 in Hannover) war ein amerikanischer Kunsthistoriker, Kurator und Journalist.

## Leben
Michael Wolfson war gebürtiger New Yorker und stammte aus einer jüdischen Familie. Er studierte an der FU Berlin, wo er 1988 mit einer Dissertation über den Meister der Darmstädter Passion, einen Maler des 15. Jahrhunderts, promoviert wurde. Er siedelte nach Hannover über, wo er für das Niedersächsische Landesmuseum Hannover einen Bestandskatalog der älteren Gemälde verfasste. Er nahm sich eine Wohnung am Marstall, von wo er fußläufig etliche von ihm in Hannover kuratierte Ausstellungen beispielsweise im Museum August Kestner erreichen konnte.
Wolfson war insbesondere in „weiten Bereichen der gehobeneren Kultur“ der hannoverschen Kulturszene bekannt und war während seiner Zeit in Hannover auf beinahe jeder entsprechenden Vernissage, Vortragsveranstaltung oder Opernpremiere zu erleben. Als Journalist lieferte er mit seinen ausgewiesenen Sprachkenntnissen ernsthafte, „profunde wie wunderbar lesbare Texte“ wie zum Beispiel „Überlegungen zu Stil und Ikonographie des Wennigser ’Marientodes’“, während er diese in Gesprächen zumeist mit jüdischem Witz und/oder auch „distanzierter Ironie“ kommentierte. Parallel dazu veranstaltete er selbst Ausstellungen zu Joseph Beuys oder Timm Ulrichs im Kunstmuseum Celle.
Michael Wolfson starb im Alter von 66 Jahren; Anfang Februar 2022 wurde er tot in seiner Wohnung am Marstall aufgefunden.

## Schriften (Auswahl)
- Der Meister der Darmstädter Passion (= Kunst in Hessen und am Mittelrhein Bd. 29, 1989). Darmstadt: Hessisches Landesmuseum, 1989 (Dissertation)
- Die deutschen und niederländischen Gemälde bis 1550 / Niedersächsisches Landesmuseum Hannover, Landesgalerie. Kritischer Katalog mit Abbildungen aller Werke, Hannover: Niedersächsisches Landesmuseum, Landesgalerie, 1992, ISBN 978-3-9800869-8-1 und ISBN 3-9800869-8-4
- Der grosse Goldkelch Bischof Gerhards. Geschichte, Frömmigkeit und Kunst um 1400 (= Der Hildesheimer Dom, Bd. 1), Handbuch zur Ausstellung Der grosse Goldkelch Bischof Gerhards – Glaube und Frömmigkeit um 1400 im Dom- und Diözesanmuseum Hildesheim vom 18. Juni 1996 bis 17. November 1996, mit Beiträgen von Antje Krug und Christine Wulf, Hildesheim; Zürich; New York: Olms, 1996, ISBN 978-3-487-10211-5 und ISBN 3-487-10211-0; Inhaltsverzeichnis
- Michael Wolfson (Text), Bernd Schulz (Illustrator): Ein Treppenhaus für die Kunst 5, Teil Lift. Eine Lichtskulptur, Hannover: Niedersächsisches Ministerium für Wissenschaft und Kultur, 2000
- Ein Rundgang durch Kloster Ebstorf (= Die blauen Bücher), Bildband mit Aufnahmen von Jutta Brüdern mit einer Einführung von Michael Wolfson, Königstein im Taunus: Langewiesche, 2002, ISBN 978-3-7845-2403-0 und ISBN 3-7845-2403-6
- Hannes Malte Mahler, private Domain # Studio. performative drawing – drawing performance, Katalog mit deutschen und englischen Texten zur gleichnamigen Ausstellung im Haus am Lützowplatz in Berlin vom 4. März bis 9. April 2006, Köln: Salon, 2006, ISBN 978-3-89770-253-0 und ISBN 3-89770-253-3; Inhaltstext
- Susanne McDowell, Robert Simon (Hrsg.), Michael Wolfson (Verf.): Beuys – Ulrichs. Ich-Kunst, Du-Kunst, Wir-Kunst. Joseph Beuys und Timm Ulrichs im Kunstmuseum Celle mit Sammlung Robert Simon, Celle: Kunstmuseum Celle mit Sammlung Robert Simon, circa 2007, ISBN 978-3-925902-65-9; Inhaltsverzeichnis
- Klaus Biesenbach u. a.: Destroy, she said. In conjunction with the Exhibition “Number One: Destroy, She Said”, Julia Stoschek Collection, Düsseldorf, June 18, 2007 – August 2, 2008 …. (= Julia Stoschek collection, No. 1), Katalog zur Ausstellung 2007 in Düsseldorf, übersetzt von Michael Wolfson und Laura Schleussner, Ostfildern: Hatje Cantz, 2008, ISBN 978-3-7757-2231-5
- Ute Heuer. (= Kunst der Gegenwart aus Niedersachsen, Bd. 65), englisch/deutsch, [Hannover]: Niedersächsische Lottostiftung, 2009, ISBN 978-3-00-023721-8
- Tue Greenfort, linear deflection, Katalog und Konferenzschrift anlässlich der Ausstellung Tue Greenfort. Linear Deflection vom 30. August bis 16. November 2008 im Kunstverein Braunschweig e.V., Haus Salve Hospes, Köln: König, 2009, ISBN 978-3-86560-526-9; Inhaltsverzeichnis und Inhaltstext
- Siegfried Neuenhausen. Die Bürger von B., Konferenzschrift zur Ausstellung Siegfried Neuenhausen, Kleine Welten im Kunstverein Hannover vom 6. Juli 2011 bis 14. August 2011 sowie Die Bürger von B. im Sprengel-Museum Hannover vom 6. Juli 2011 bis 9. Oktober 2011, zweisprachig in deutsch und englisch von Michael Wolfson, Hannover: Kunstverein; Hannover: Sprengel-Museum, 2011, ISBN 978-3-934421-22-6

Übersetzungen
- Daniela Gullotta, architektonische Relikte, architectonic relects, Begleitschrift zur Ausstellung vom 7. Februar bis 8. März 2008 in der Galerie Koch, übersetzt von Michael Wolfson, Hannover: Galerie Koch, [2008?]
- Heiner Schepers, Christoph Kivelitz (Texte), Michael Wolfson (Übers.): Alpen. Thomas Dillmann, zweisprachiger Katalog zur Ausstellung Alge – Dillmann – Krauskopf. Landschaft zwischen Realismus und Abstraktion vom 13. April – 22. Juni 2008 in der Kunsthalle vom Kunstverein Lingen, Kunsthalle, hrsg. von der Galerie Robert Drees, [Bönen]: Kettler, 2008, ISBN 978-3-939825-93-7
- Celina Lunsford, Christoph Schaden (Verf.), Michael Wolfson, Barbara Holle (Übers.): The Japan series. Andreas Gefeller. In conjunction with the Exhibition “Andreas Gefeller. The Japan Series” in the Thomas-Rehbein-Galerie in Cologne from October 15 to November 23, 2010 and the Hasted Kraeutler Gallery, New York from March 31 to May 14, 2011, Ostfildern: Hatje Cantz, 2011, ISBN 978-3-7757-2994-9; Inhaltstext
- Ute Riese, Neo Rauch, Barbara Steiner (Verf.), Michael Wolfson (Übers.): Rosa Loy. Manna, Katalog anlässlich der Ausstellung Rosa Loy. Manna in der Kunsthalle Gießen vom 27. März bis 26. Juni 2011, Ostfildern: Hatje Cantz, ISBN 978-3-7757-2762-4; Inhaltsverzeichnis und Inhaltstext
- Reinhard Spieler (Verf.), Michael Wolfson (Übers.): Robert Stark. Nulllinie, Konferenzschrift zur Ausstellung "Uncharted. Braunschweig Projects 2012" vom 23. Januar bis 17. Februar 2013, Braunschweig: Hochschule für Bildende Künste, 2013
- Felipe Cortés, Paula Niño Ramirez (Interviewer), Michael Wolfson, Michael Stoeber (Übers.): Plexus reprise. Felipe Cortés, Konferenzschrift zur Ausstellung “Uncharted. Braunschweig Projects 2012” vom 23. Januar bis 17. Februar 2013, Braunschweig: Hochschule für Bildende Künste, 2013; Inhaltsverzeichnis
- Natalie Bevernitz u. a. (Verf.), Michael Wolfson (Übers.): Bewernitz – Goldowski, Konferenzschrift zur Ausstellung “Uncharted. Braunschweig Projects 2012” vom 23. Januar bis 17. Februar 2013, Braunschweig: Hochschule für Bildende Künste, 2013